# Carlos Pellegrini (Santa Fé)
Carlos Pellegrini (Santa Fé) é uma comuna da província de Santa Fé, na Argentina.